# Mine Storm

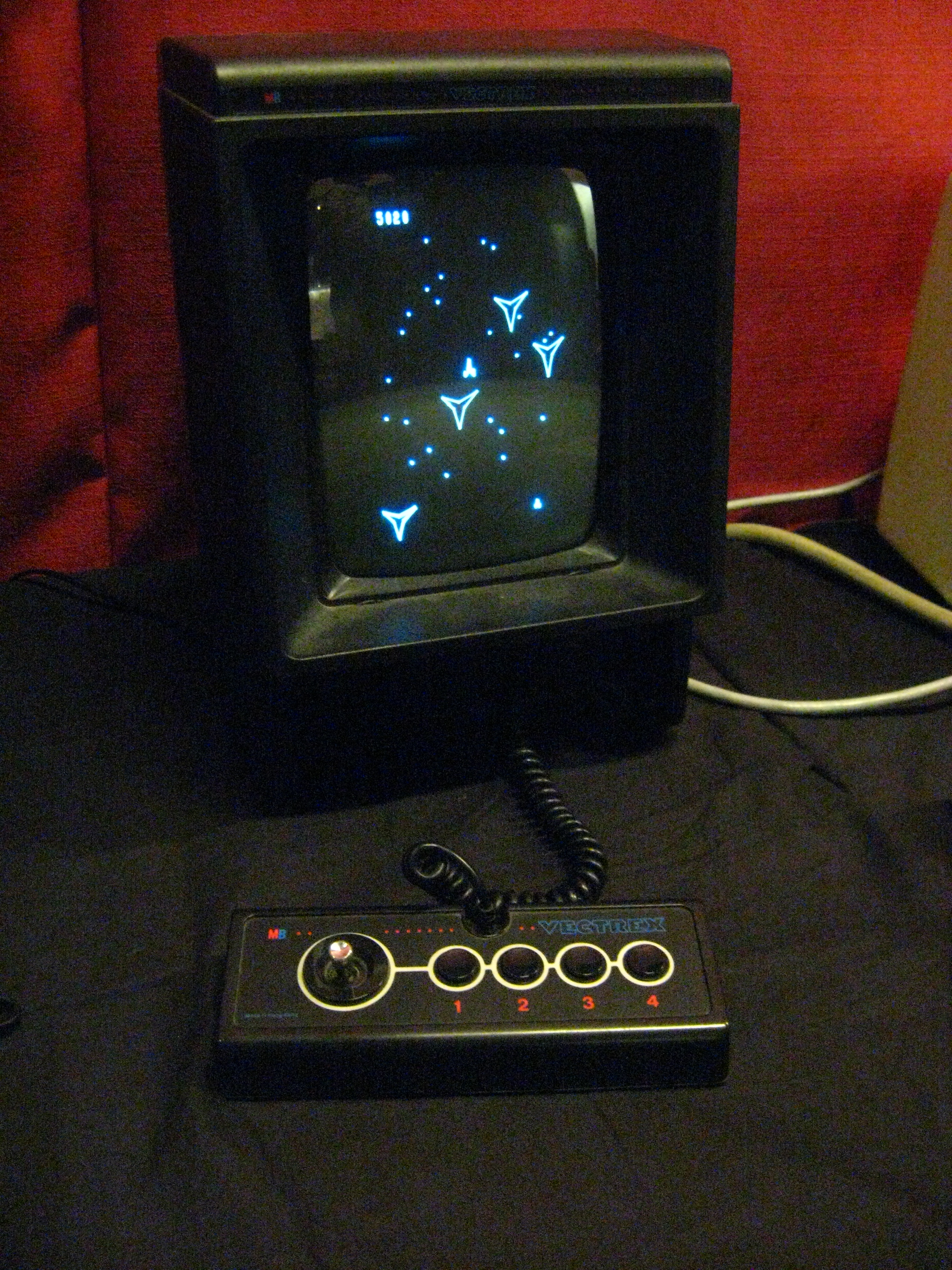
Vectrex im Betrieb mit Spiel Mine Storm, europäisches Gerät mit bereits fehlerbereinigter Version

Mine Storm  ist ein Computerspiel für die Vectrex-Spielkonsole. Das Spiel wurde im Jahre 1982 veröffentlicht. Es handelt sich dabei um eine abgewandelte Version des Asteroids-Spiels.
Veröffentlicht wurde das Spiel von der Firma General Consumer Electric (GCE), die auch die Vectrex-Spielkonsole auf den Markt gebracht hatte. Das Spiel Mine Storm ist fest in die Konsole eingebaut, alle anderen Vectrex-Spiele sind als Modul (Cartridge) verfügbar.

## Spielablauf
Ziel des Spiels ist das Abschießen von Minen, die sich auf dem Spielbildschirm bewegen.
Das Spiel ist rundenartig aufgebaut, jede Spielrunde (Minenfeld) muss stets von Beginn an gespielt werden. Verliert man ein Schiff (Minenkollision oder Feuerballtreffer), so beginnt man dasselbe Minenfeld wieder von vorne. Das Spiel kann nicht pausiert werden, ebenso ist ein Springen zu einem gewünschten Minenfeld werkseitig nicht möglich (sequentieller Ablauf).
Jede Spielrunde läuft grundsätzlich nach dem gleichen Schema ab, der „Minenleger“ (ein parallelogrammähnliches Raumschiff) bewegt sich von oben nach unten und verteilt in unregelmäßiger Reihenfolge Punkte auf dem Bildschirm. Aus diesen Punkten entstehen im Laufe der Spielrunde die Minen, und zwar in drei verschiedenen Größen. Zunächst vier große. Wird eine große Mine getroffen, so tauchen aus den „gesäten“ Punkten zwei mittlere auf, wird eine mittlere Mine zerstört, so werden zwei kleine aktiviert. Es ist also empfehlenswert, das Minenräumschiff nicht auf einem Punkt abzustellen. Man erkennt anhand der verbleibenden Punkte auf dem Bildschirm den Fortschritt in der Spielrunde.
Zu beachten ist, dass sich kleine Minen geringfügig schneller bewegen als die größeren.
Es existieren vier verschiedene Minenarten:
- Treibminen (Y-förmig, nur in einer Richtung treibend)
- Magnetminen (X-förmig, bewegen sich auf das Minenräumschiff zu)
- Feuerballminen (quadratisch mit eingedrückten Seiten und einem mittigen Punkt, bewegen sich wie Treibminen, schießen einen sehr schnellen Feuerball ab, wenn sie getroffen werden)
- Feuerballmagnetminen (ähnliches Aussehen wie Feuerballminen, jedoch auf der Spitze stehend. Bewegen sich auf das Minenräumschiff zu, schießen einen sehr schnellen Feuerball ab, wenn sie getroffen werden)

Sind sämtliche großen und mittleren Minen getroffen worden, so kehrt der Minenleger zurück und füllt das Minenfeld mit maximal einer kompletten „Familie“ (eine große, zwei mittlere, vier kleine) derjenigen Art, welche als letztes zu Beginn des Minenfelds aktiviert wurde, wieder auf.
Wurden sämtliche Minen und auch der Minenleger beseitigt, so erscheint der „Siegerbildschirm“, d. h. das Minenräumschiff wird in einen Strahlenkranz gezogen. Kurz darauf wird das nächste Minenfeld aufgebaut.

## Versionen

### Mine Storm (I)

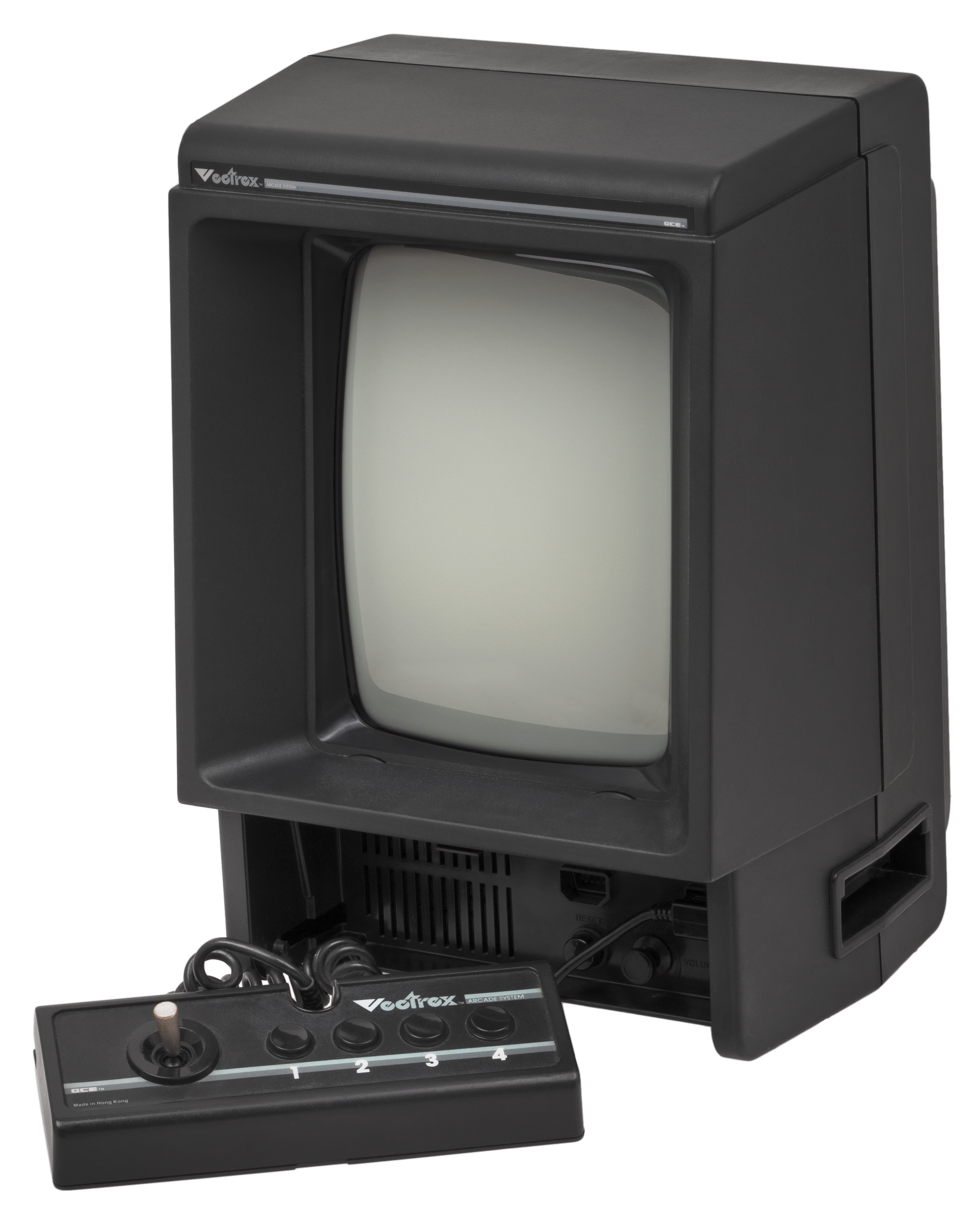
Amerikanisches Vectrex-Modell mit fehlerhafter Mine Storm-Version. Unterschiede am Gehäuse und Keyboard leicht erkennbar

Die erste Version des Spieles beinhaltet zahlreiche Fehler in der Programmierung, welche spätestens nach erfolgreichem Beenden des Minenfeldes 13 zu einem vollständigen Absturz des Spiels führen. Es sind auch weitere Fehler bekannt, z. B. Beenden des Minenfeldes ist nicht möglich oder der nach jedem Minenfeld auftauchende „Siegerbildschirm“ (Minenräumschiff wird in einen Strahlenkranz gezogen) taucht vorzeitig auf. Es kommen gelegentlich auch Additionsfehler bei der Punktezählung vor, welche auch bei der nachfolgenden Version nicht behoben wurden. Der Punktestand stellt sich bei Überschreiten von 3.333.333 auf 0 zurück.
Die den Spielablauf beeinträchtigenden Fehler wurden von GCE behoben und auf Nachfrage an bestehende Kunden als Modul bereitgestellt. Diese Version zeigt als Cartridge beim Start „Mine Storm II“ an, in europäischen Vectrex-Geräten mit der bereits fehlerbereinigten Version hingegen unverändert MINE STORM.

### Mine Storm (II)
Der wesentliche Unterschied von Mine Storm (I) zu Mine Storm (II) besteht in der an sich unbegrenzten Anzahl an Minenfeldern. Grundsätzlich lassen sich Minenfeld 1 bis 256 an der Zusammensetzung (siehe oben) aber auch an der Reihenfolge des Erscheinens der jeweiligen Minenart unterscheiden. Ab Minenfeld 256 erscheint nur noch der gleiche Minentypus (Feuerballmagnetmine). Das Minenfeld 1 (4 Treibminen, einfachste Variante) taucht hingegen nur ein einziges Mal zu Beginn des Spieles auf. Einige Programmfehler, die den Spielablauf nicht sonderlich behindern, wurden allerdings auch bei dieser Version nicht behoben, es kommt weiterhin zu Additionsfehlern beim Punktestand bzw. einer abweichenden „Extra-Leben“-Regel. Der Punktereset auf 0 erfolgt auch bei Mine Storm II bei Überschreiten von 3.333.333 Punkten. Spielabstürze sind bei Mine Storm II (bzw. der in europäischen Konsolen vorinstallierten Version von MineStorm) nicht bekannt.

### 3D Mine Storm
3D Mine Storm  oder Mine Storm 3-D ist eine 3D-Variante des Spiels: Mithilfe einer Art Maske (Vectrex 3D-Imager) sieht der Spieler ein räumliches Bild. Das Spiel läuft nach bereits beschriebenem Muster ab, allerdings auf bis zu vier Ebenen.

## Trivia
- Solange noch nicht alle 4 großen Minen erschienen sind, kann man gefahrlos durch die bereits angezeigten Minen hindurchfahren, ohne ein Schiff zu verlieren.
- Hat man alle Minen abgeräumt und drückt dann kurz vor dem Erscheinen des Siegerbildschirms die Taste 2 (Sprung in den Hyperraum, man taucht an anderer Stelle wieder auf), so hüpft das Schiff im nächsten Minenfeld an irgendeine Stelle. (Programmfehler)
- Grundsätzlich erhält man nach vier erfolgreich abgeräumten Minenfeldern ein weiteres Schiff, jedoch ist bei der Programmierung ein Fehler unterlaufen, d. h. man erhält das erste Extraschiff nach Minenfeld 4, das zweite nach Minenfeld 6, dann nach Minenfeld 10, Minenfeld 14, Minenfeld 18 sowie nach Minenfeld 20. Dieser „Zählfehler“ pflanzt sich das gesamte Spiel fort und führt ggf. zu internen Additionsfehlern (es werden lediglich 7 Schiffe unten rechts angezeigt).
- Die an Kunden kostenlos ausgegebenen Cartridges mit der bereinigten Mine Storm-Version (auf dem Etikett als Mine Storm II bezeichnet) sind gesuchte Sammlerstücke und erzielen regelmäßig hohe Preise.
- In manchen Minenfeldern wird, insbesondere zu Beginn, die höchstmögliche Vektorenanzahl erreicht und das Spiel beginnt nur noch ruckartig zu laufen.
- Es existieren inoffizielle Mine Storm-Versionen mit Salven- oder Dauerfeuer, aber auch mit einer unendlichen Anzahl von Schiffen, was dem Spiel allerdings jede Schwierigkeit nimmt.